# Aspidosperma tomentosum
Aspidosperma tomentosum är en oleanderväxtart som beskrevs av Carl Friedrich Philipp von Martius. Aspidosperma tomentosum ingår i släktet Aspidosperma och familjen oleanderväxter. Inga underarter finns listade i Catalogue of Life.